# Dżamaat
Dżamaat (z arab. społeczność, gmina) – zgromadzenie muzułmanów utworzone w celu wspólnego studiowania nauk islamu, odprawiania obrzędów, samopomocy, itd. Miejscem działalności może być meczet. Dżamaatem kieruje imam.
W ostatniej dekadzie XX wieku i pierwszej XXI w Rosji dżamaatami zaczęto nazywać tworzone na terytorium Czeczenii i Powołża islamskie grupy terytorialno-narodowościowe prowadzące zbrojną działalność terrorystyczną.